# Trung tâm văn hóa ở Białystok

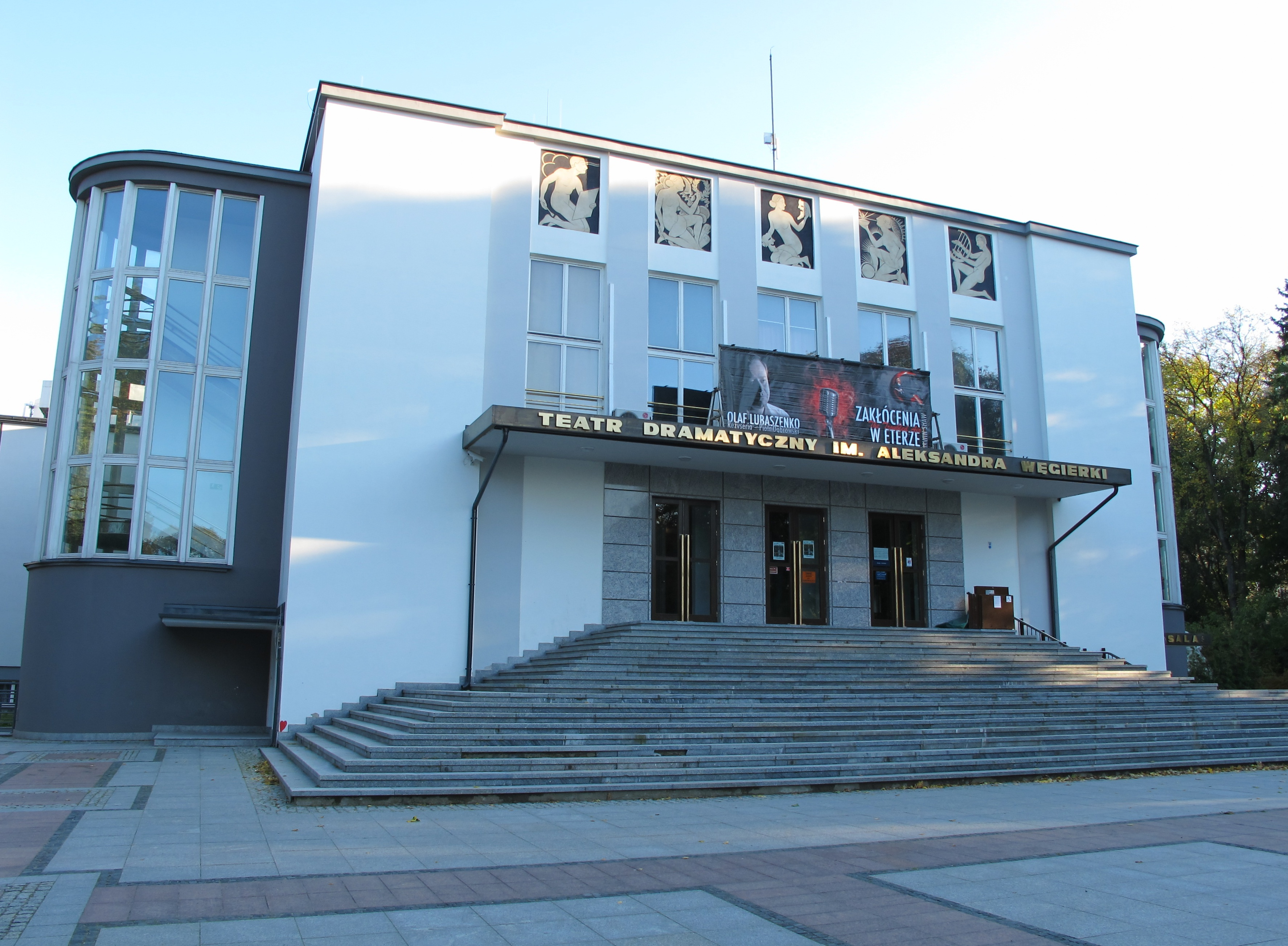
Nhà hát kịch Wegierko

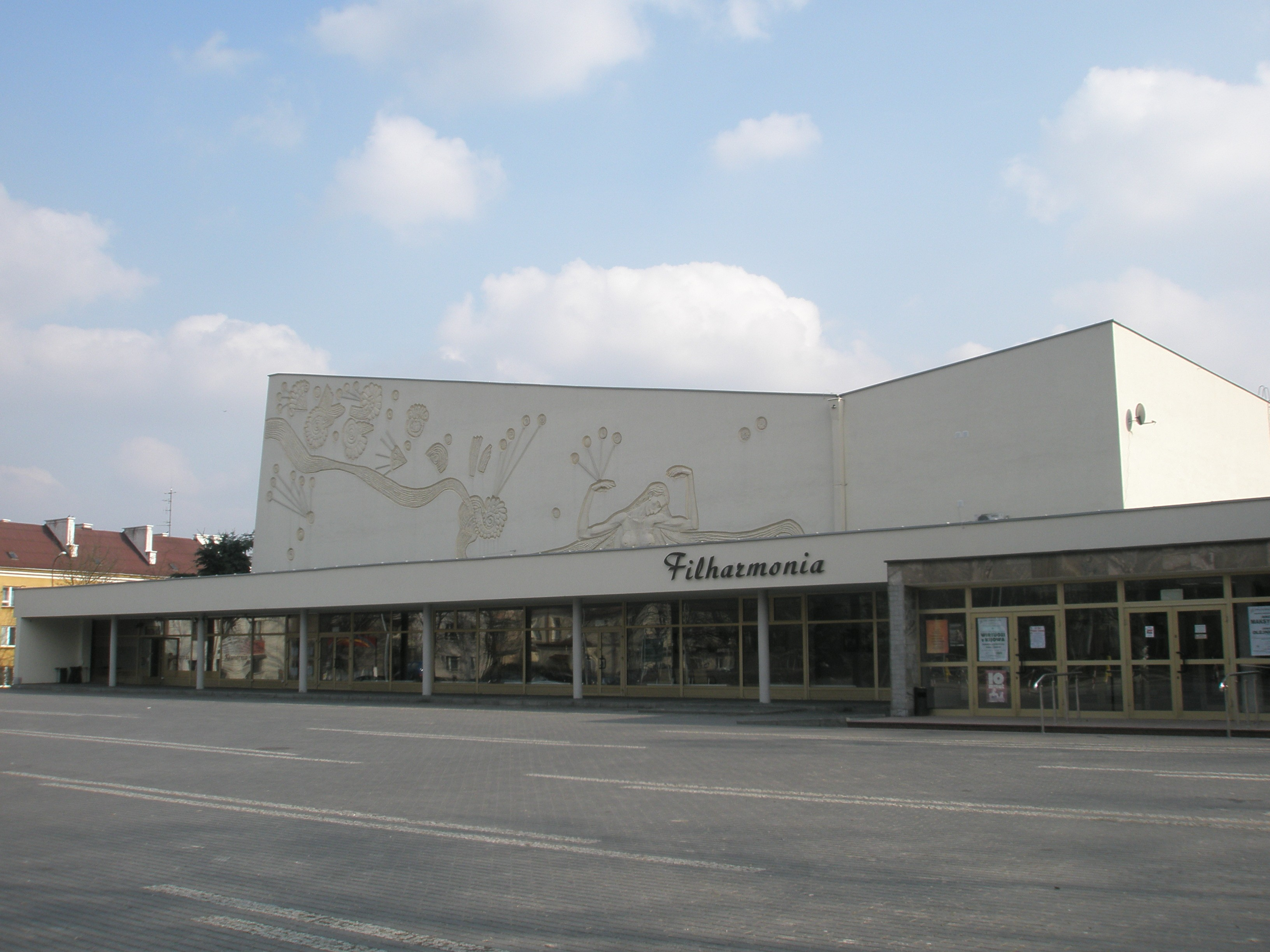
Opera và Philharmonic

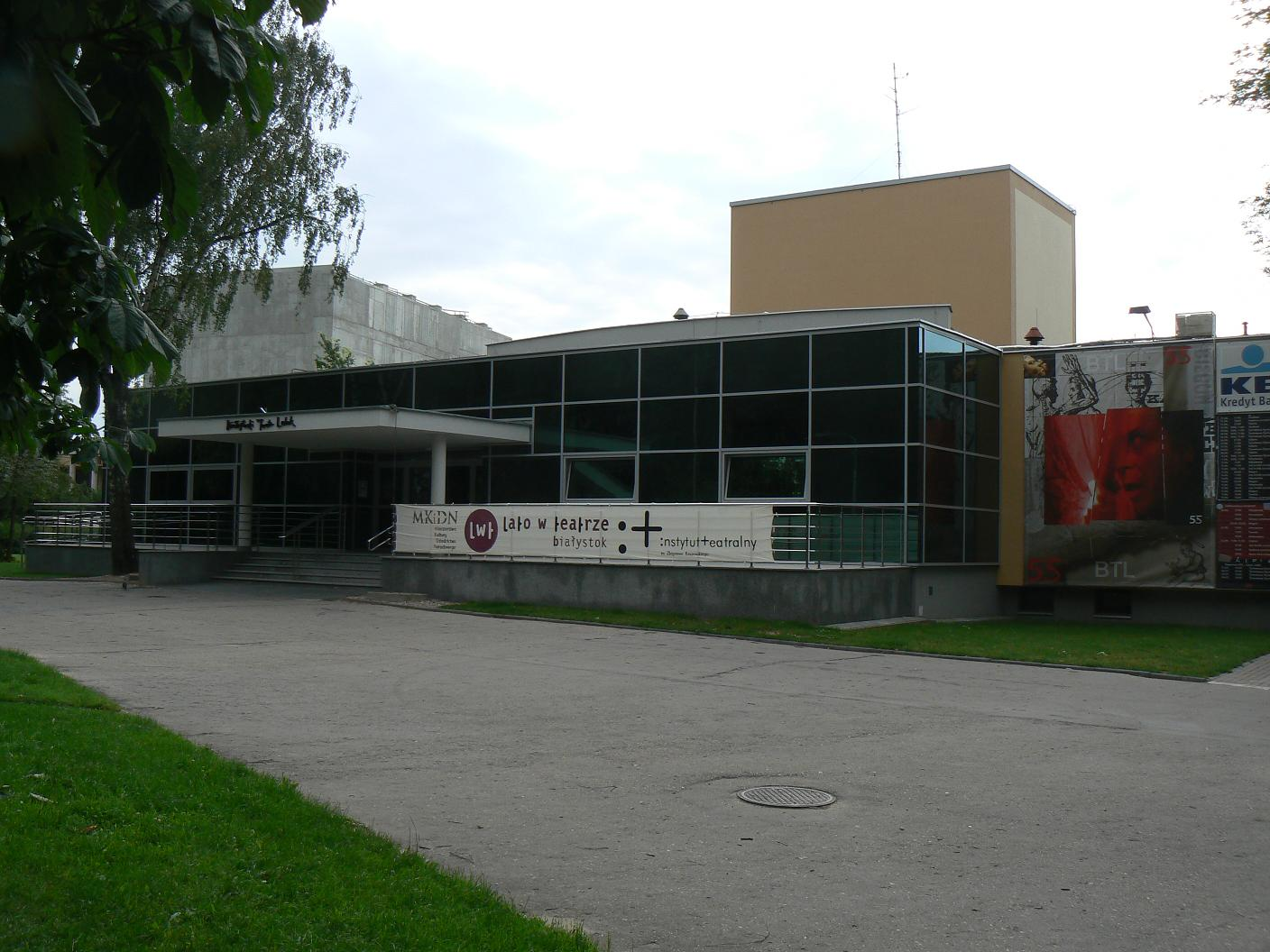
Kịch rối

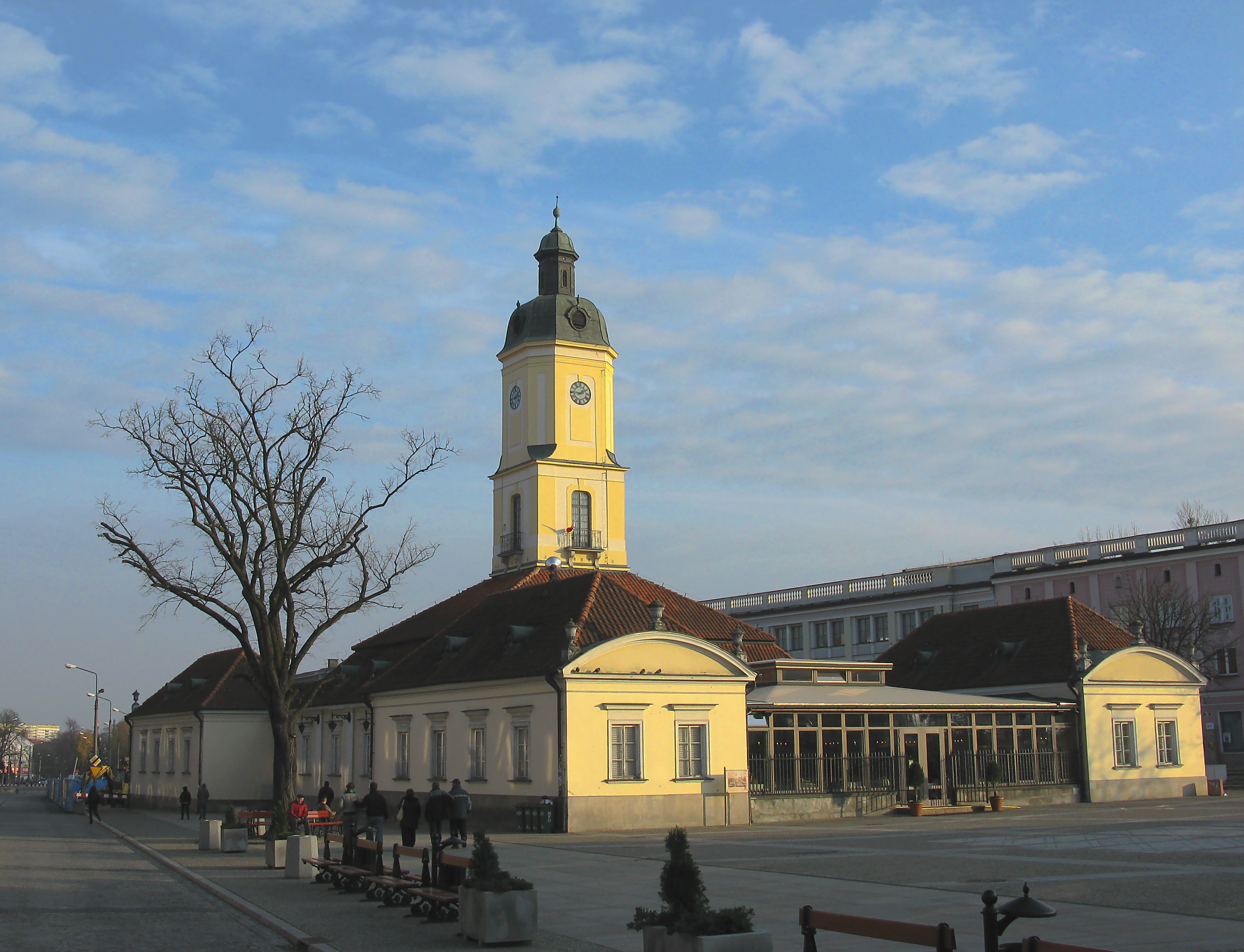
Bảo tàng lịch sử Bialystok

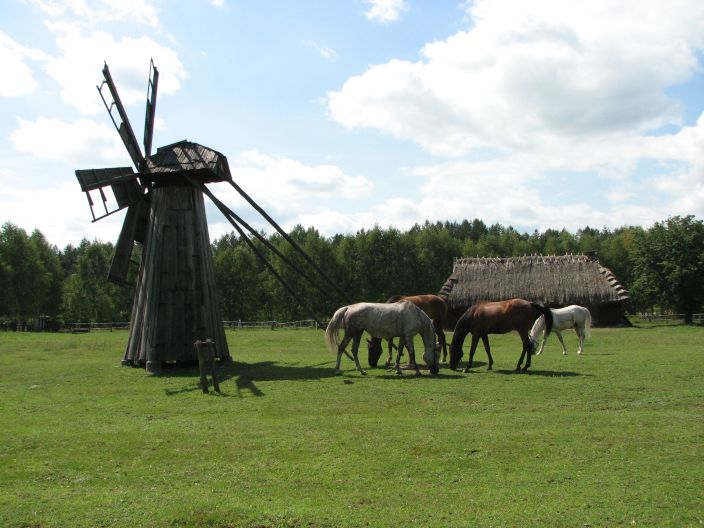
Bảo tàng làng Bialystok

Đây là một bài viết phụ cho Białystok
Białystok là một trong những trung tâm văn hóa lớn nhất ở Podlaskie Voivodeship, Ba Lan. Các điểm tham quan bao gồm các nhóm biểu diễn nghệ thuật, bảo tàng nghệ thuật, bảo tàng lịch sử, tham quan các công trình kiến trúc / văn hóa và một loạt các công viên và không gian xanh. Năm 2010, Białystok nằm trong danh sách dẫn đầu, nhưng cuối cùng đã thua cuộc cạnh tranh, để trở thành người vào chung kết cuộc bình chọn Thủ đô văn hóa châu Âu năm 2016.

## Biểu diễn nghệ thuật
Thành phố có một số cơ sở biểu diễn nghệ thuật bao gồm:
- Nhà hát múa rối Białystok (tiếng Ba Lan: Bialostocki Teatr Lalek), được thành lập vào năm 1953, là một trong những nhà hát múa rối lâu đời nhất của Ba Lan.[2] Cơ sở được đặt tại Kalinowskiego 1, Białystok. Các tiết mục bao gồm các buổi biểu diễn cho cả trẻ em và chuyển thể múa rối của văn học thế giới cho người lớn.[2] Vì trình độ sáng tác nghệ thuật cao, nhà hát đã được công nhận là một trong những trung tâm nghệ thuật múa rối sáng giá nhất ở Ba Lan.[2]
- Nhà hát kịch Alexanderra Węgierki nằm trong một tòa nhà được thiết kế bởi Jaroslaw Girina, được xây dựng vào những năm 1933-1938.[3]

## Bảo tàng
Có một số bảo tàng trong thành phố bao gồm:
- Bảo tàng quân đội ở Białystok (tiếng Ba Lan: Muzeum Wojska w Białymstoku) được thành lập vào tháng 9 năm 1968 như là một chi nhánh của Bảo tàng Podlaskie để lưu giữ các nghiên cứu và bộ sưu tập của nhiều người có liên quan đến lịch sử quân sự của vùng đông bắc Ba Lan.[4]
- Trung tâm Ludwik Zamenhof

Trung tâm văn hóa Białystok (Legionowa 5, 15-281 Białystok) 
Nhà văn hóa Śródmieście (Kilińskiego 13, 15-089 Białystok) 
Câu lạc bộ Văn hóa Thanh niên (15-201 Białystok Warszawska 79) 
Nhà hát múa rối Białystok, Kalinowskiego 1, 15-875 Białystok 
Phòng trưng bày Sleńdzińskich (thuộc quản lý của tổ chức thành phố, giới thiệu di sản của gia đình Sleńdziński), Waryńskiego 24A, 15-461 Białystok 
Arsenał Gallerył (phòng trưng bày nghệ thuật hiện đại thành phố) A. Mickiewicza 2 15-232 Białystok 
Bảo tàng quân đội, Kilińskiego 7, 15-089 

## Thư viện
Ở Białystok có một số thư viện. Lớn nhất trong số này là Książnica Podlaska và Thư viện Đại học Białystok. Người già và người khuyết tật sử dụng miễn phí Quỹ Thư viện Giáo dục và Sáng tạo. Các tổ chức văn hóa khác bao gồm Trung tâm văn hóa Białostocki, Trung tâm văn hóa chính thống, Trung tâm Esperanto. Ludwik Zamenhof, Nhà văn hóa "Trung tâm thành phố", Trung tâm hoạt hình và văn hóa thanh niên Voivodeship

## Công viên và không gian xanh
Khoảng 32% thành phố bị bao phủ bởi các công viên, quảng trường và khu bảo tồn rừng tạo ra khí hậu độc đáo và lành mạnh.

Trong thị trấn có ba khu bảo tồn thiên nhiên; Khu bảo tồn thiên nhiên rừng Zwierzyniecki, Khu bảo tồn Antoniuk, Khu bảo tồn thiên nhiên đầm lầy 

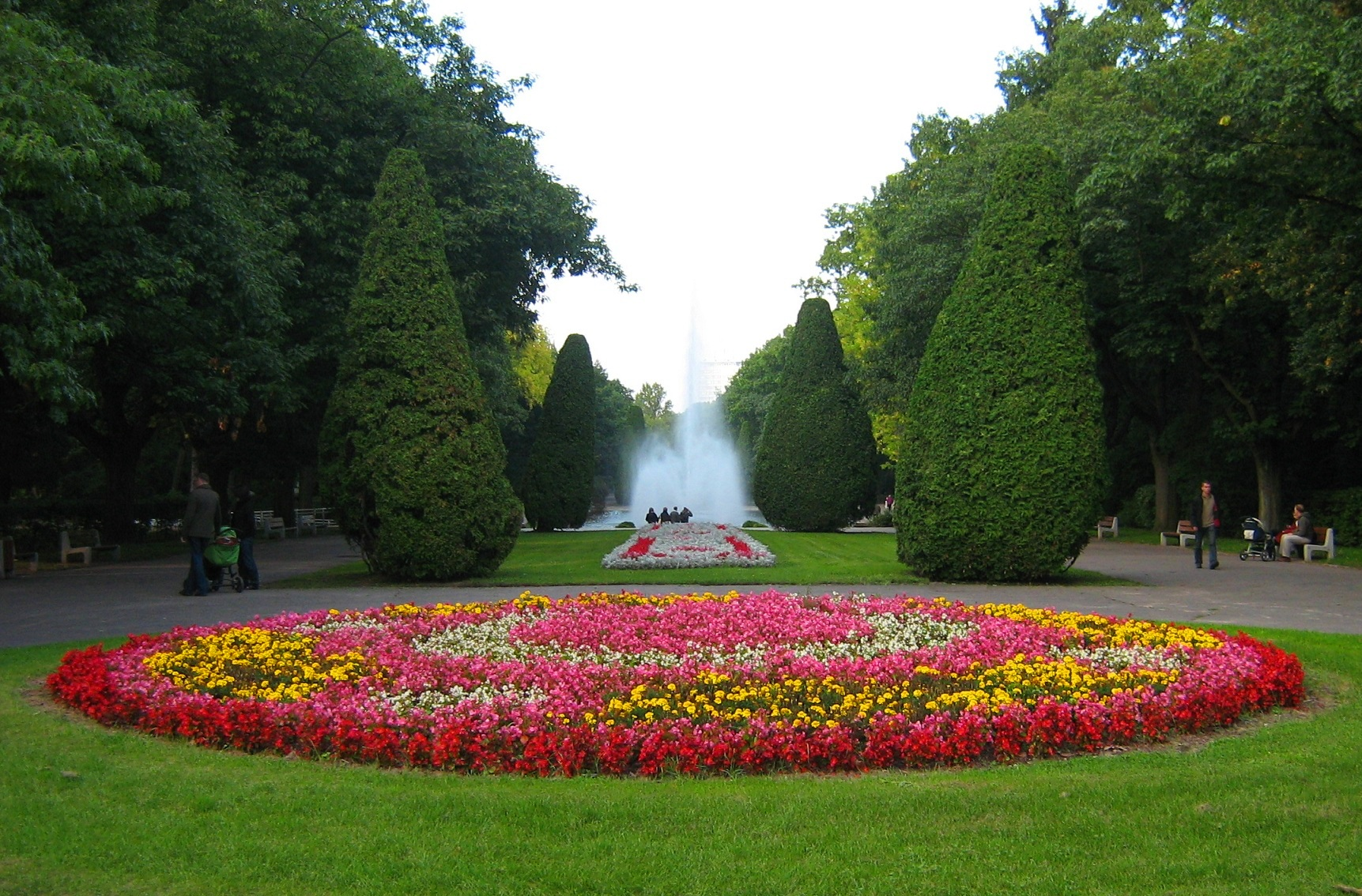
Công viên thực vật
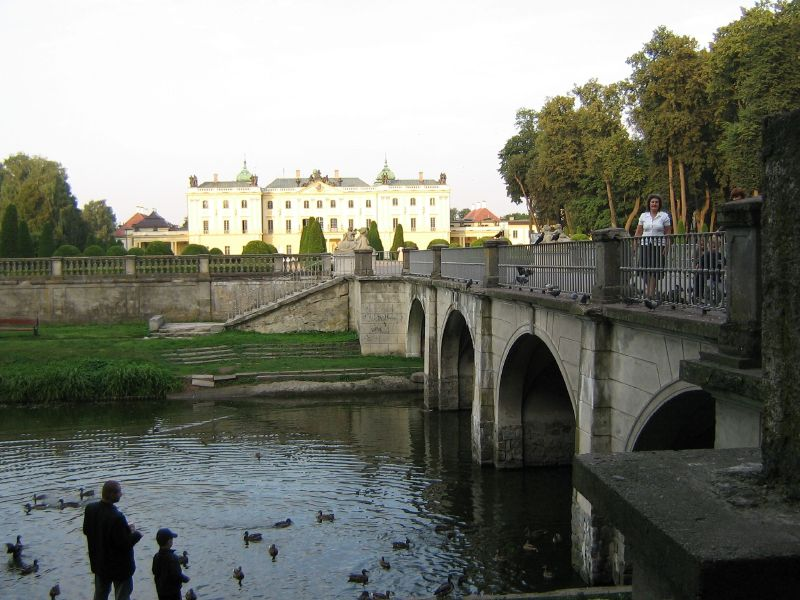
Cung điện và vườn Branicki
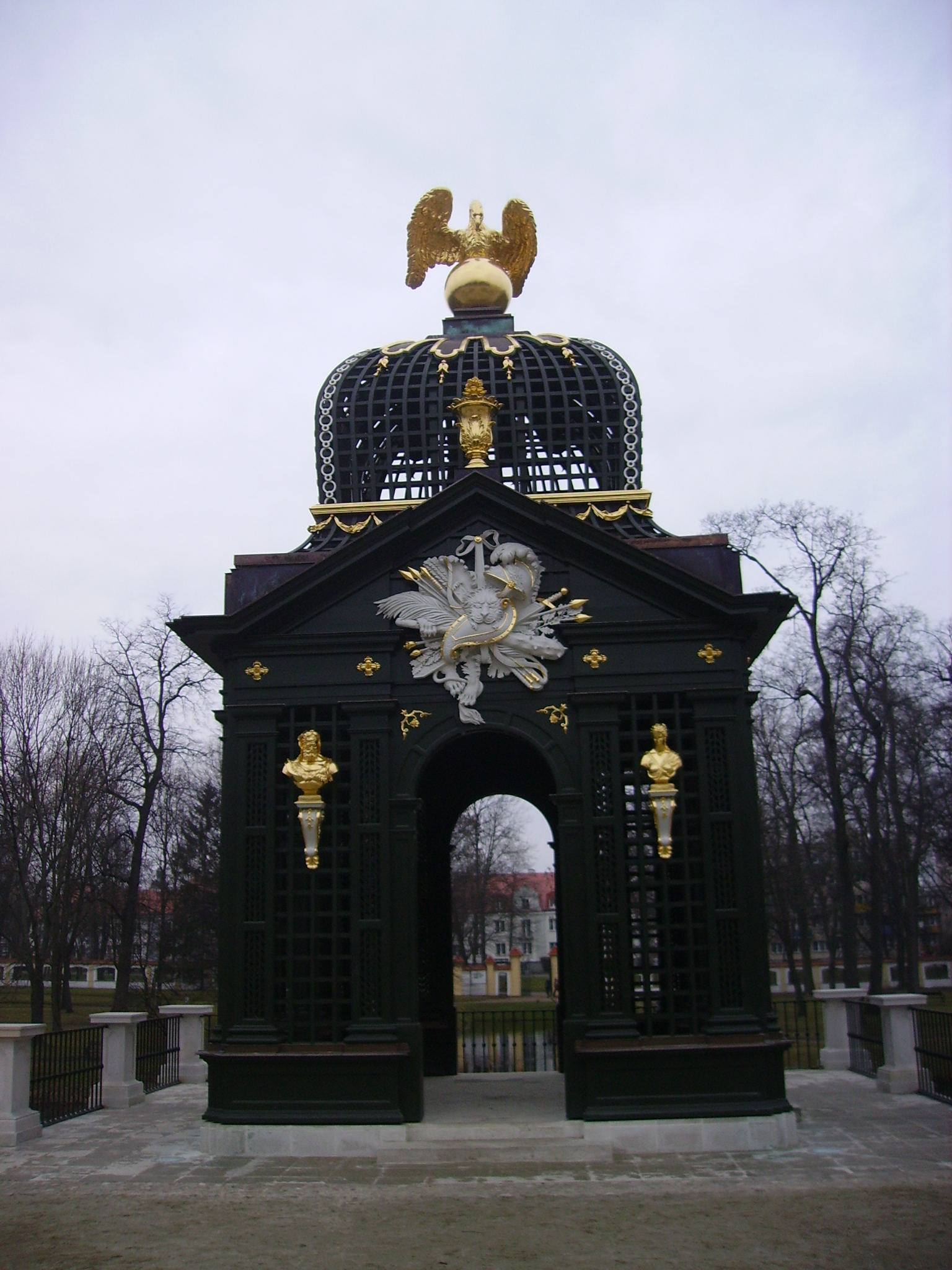
Vườn của Cung điện Branicki ở Białystok

## Kiến trúc
Những thay đổi theo lịch sử đã có ảnh hưởng đáng kể đến không gian kiến trúc của thành phố. Hầu hết các thành phố khác của Ba Lan đã phải chịu đựng những biến đổi tương tự, nhưng ở Białystok, đã có một quá trình biến đổi đặc biệt căng thẳng. Nhiều công trình kiến trúc lịch sử không còn tồn tại, trong khi nhiều công trình khác đã được xây dựng lại theo cấu hình ban đầu. Rất ít tòa nhà lịch sử của thành phố được bảo tồn - các điểm tham quan chỉ là tiếng vang lịch sử cũ của Białystok. 

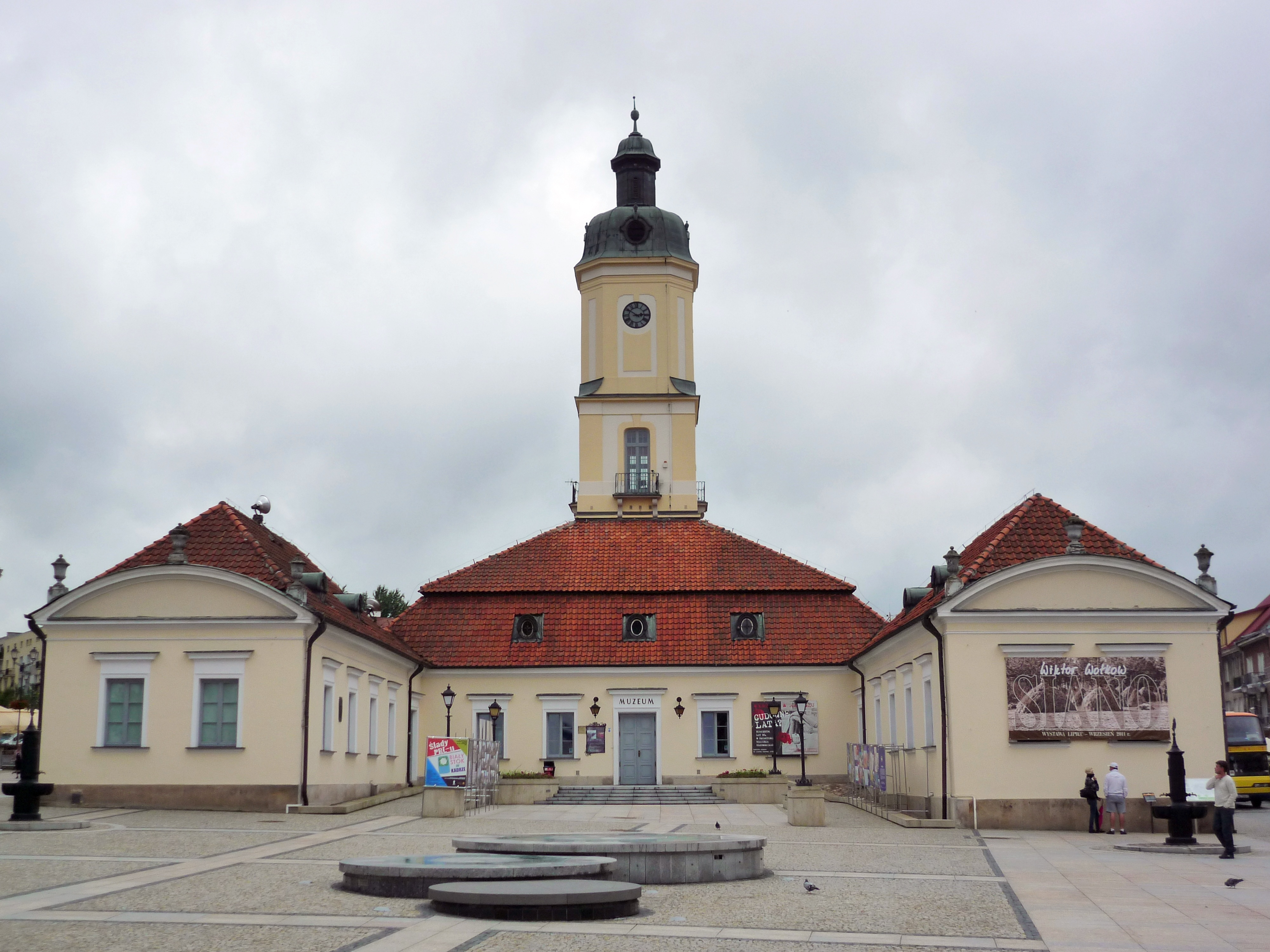
Tòa thị chính Bialystok
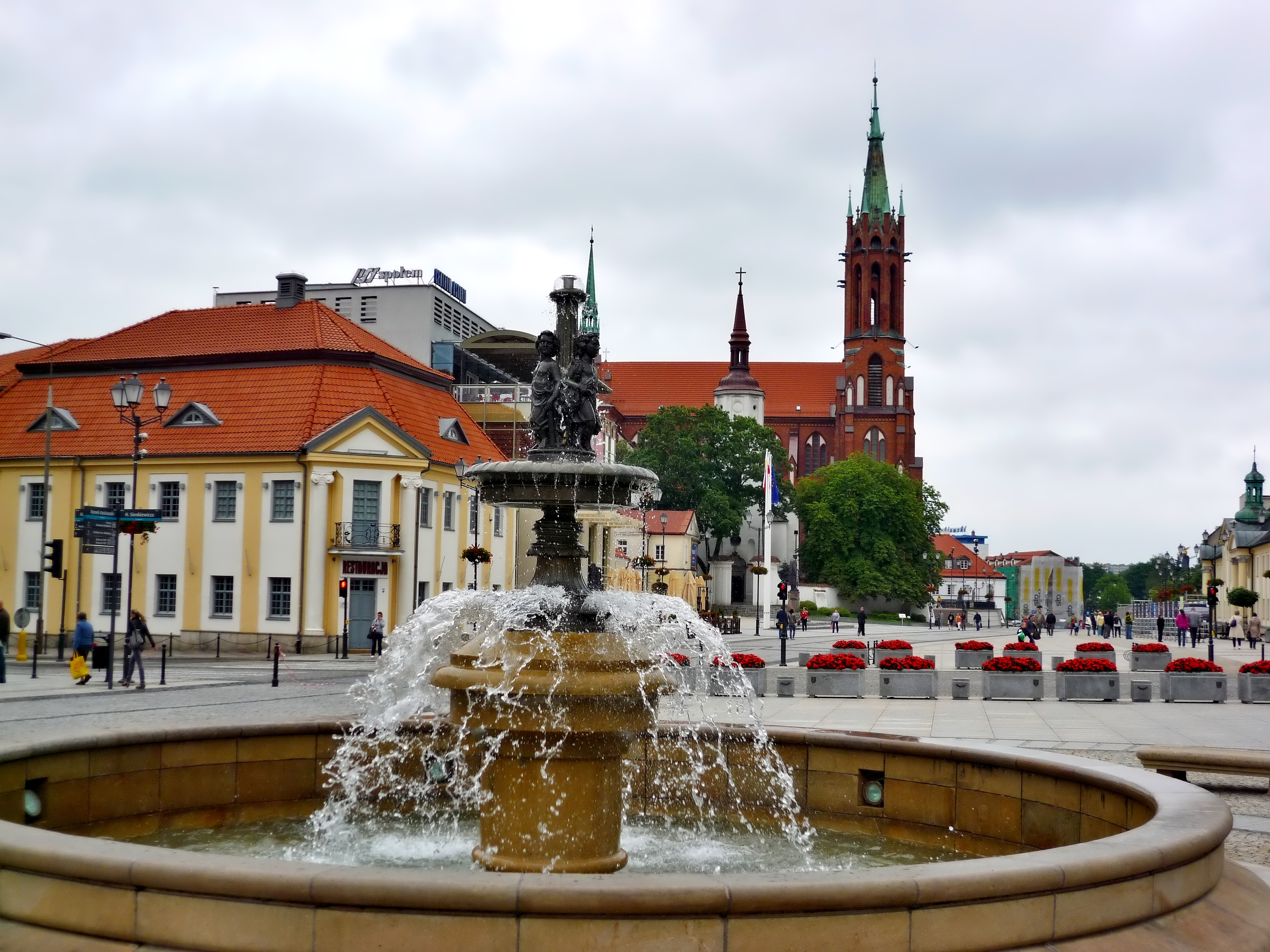
Đài phun nước tại Quảng trường Chợ
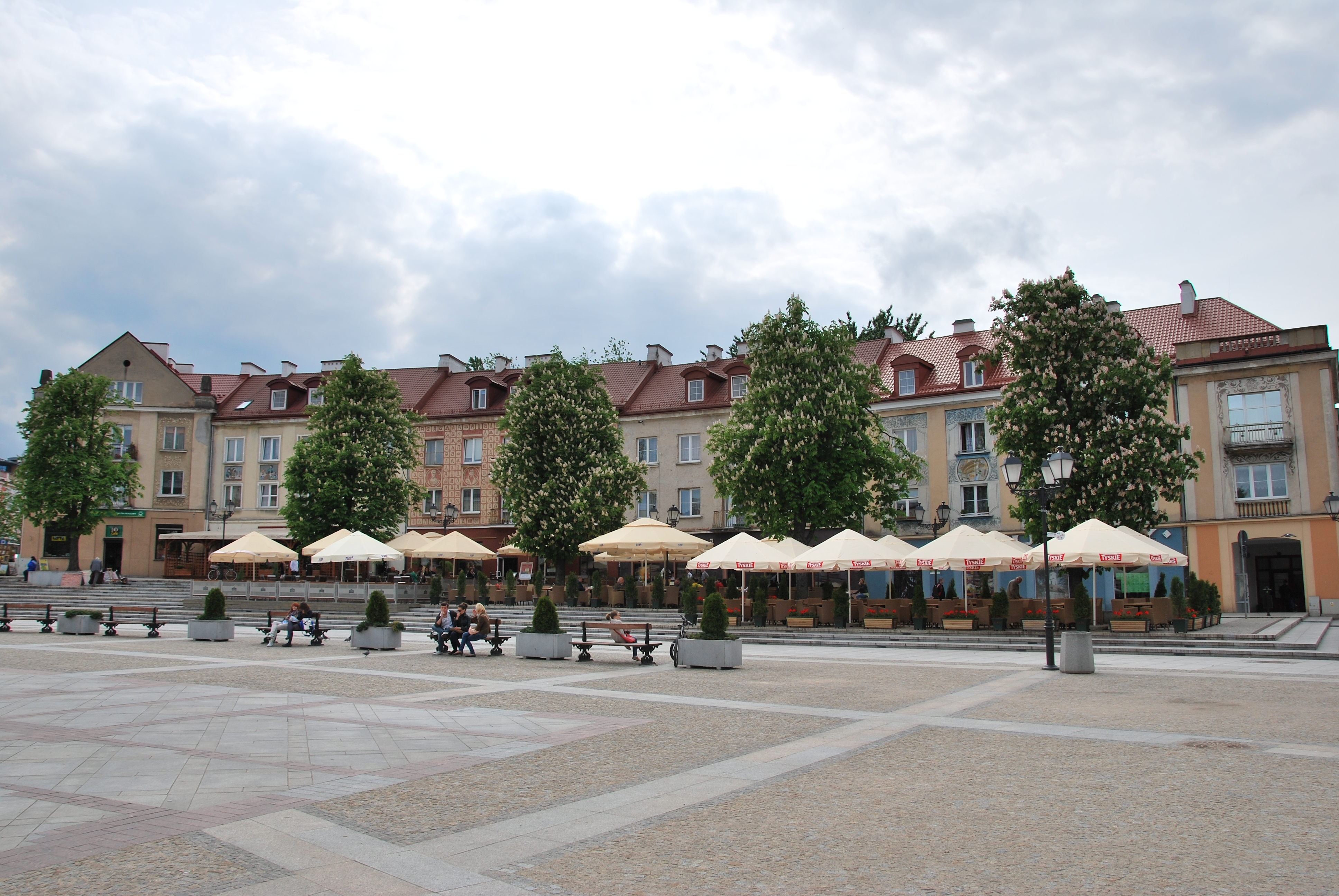
Những ngôi nhà cổ trên chợ Kosciusko ở Białystok
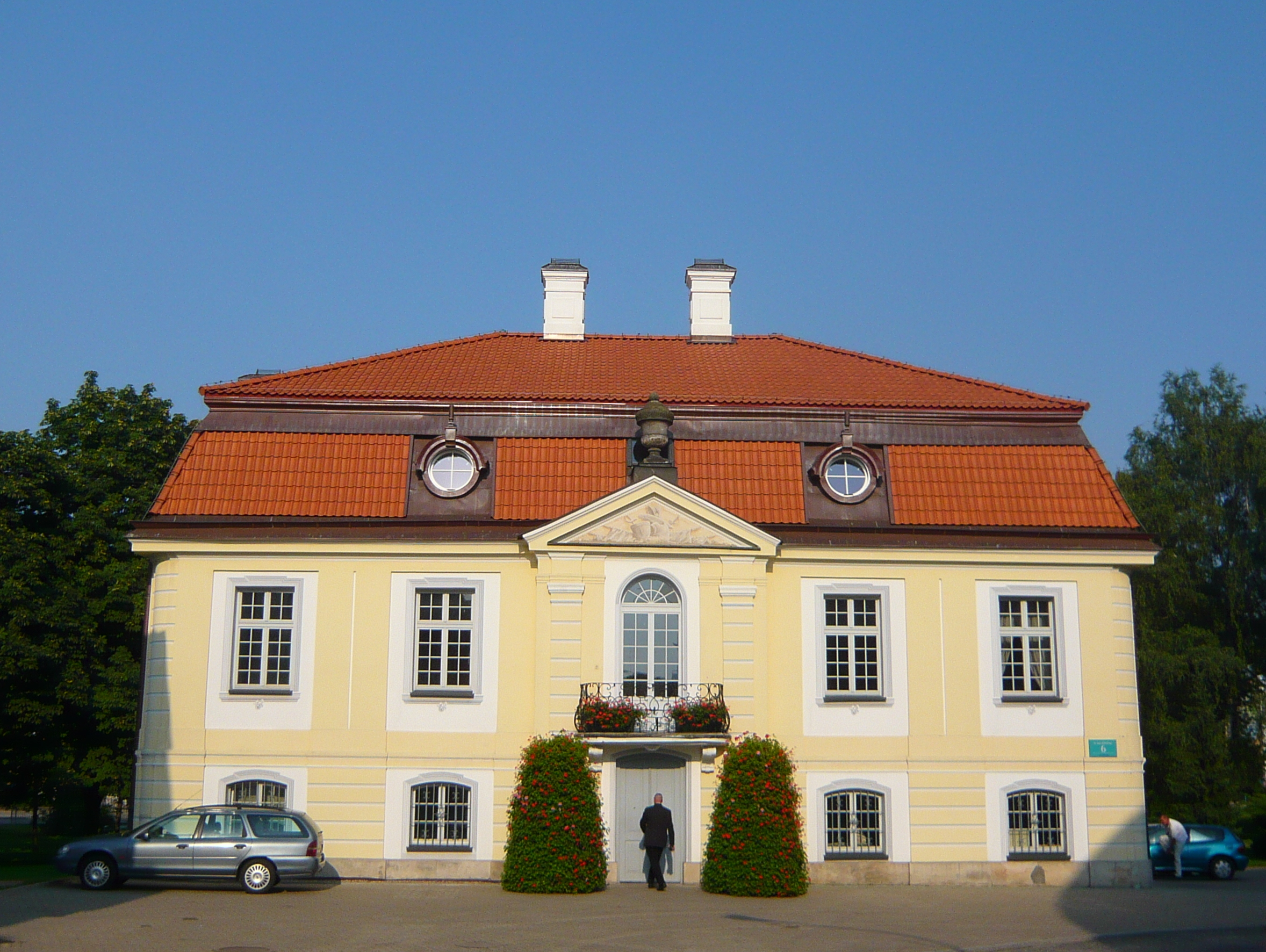
Cung điện Branicki ở Bialystok
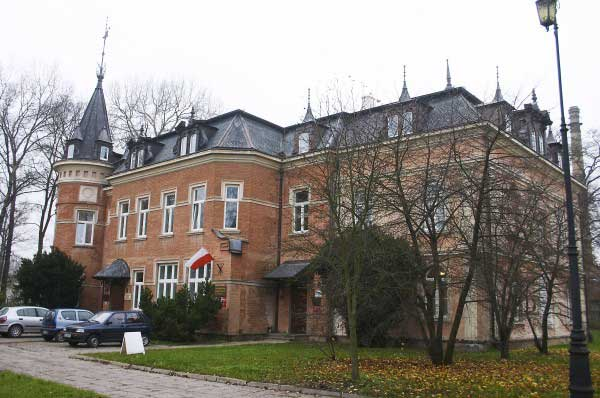
Cung điện Hasbach ở Białystok
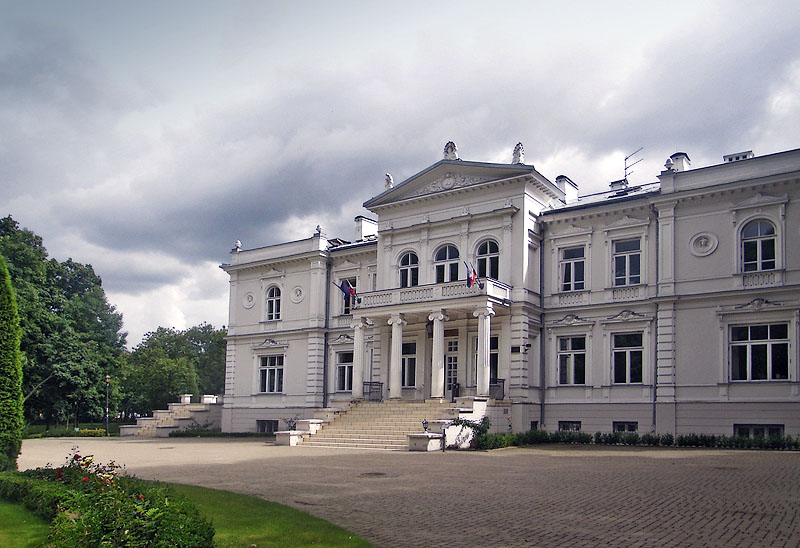
Cung điện Lubomirski ở Bialystok
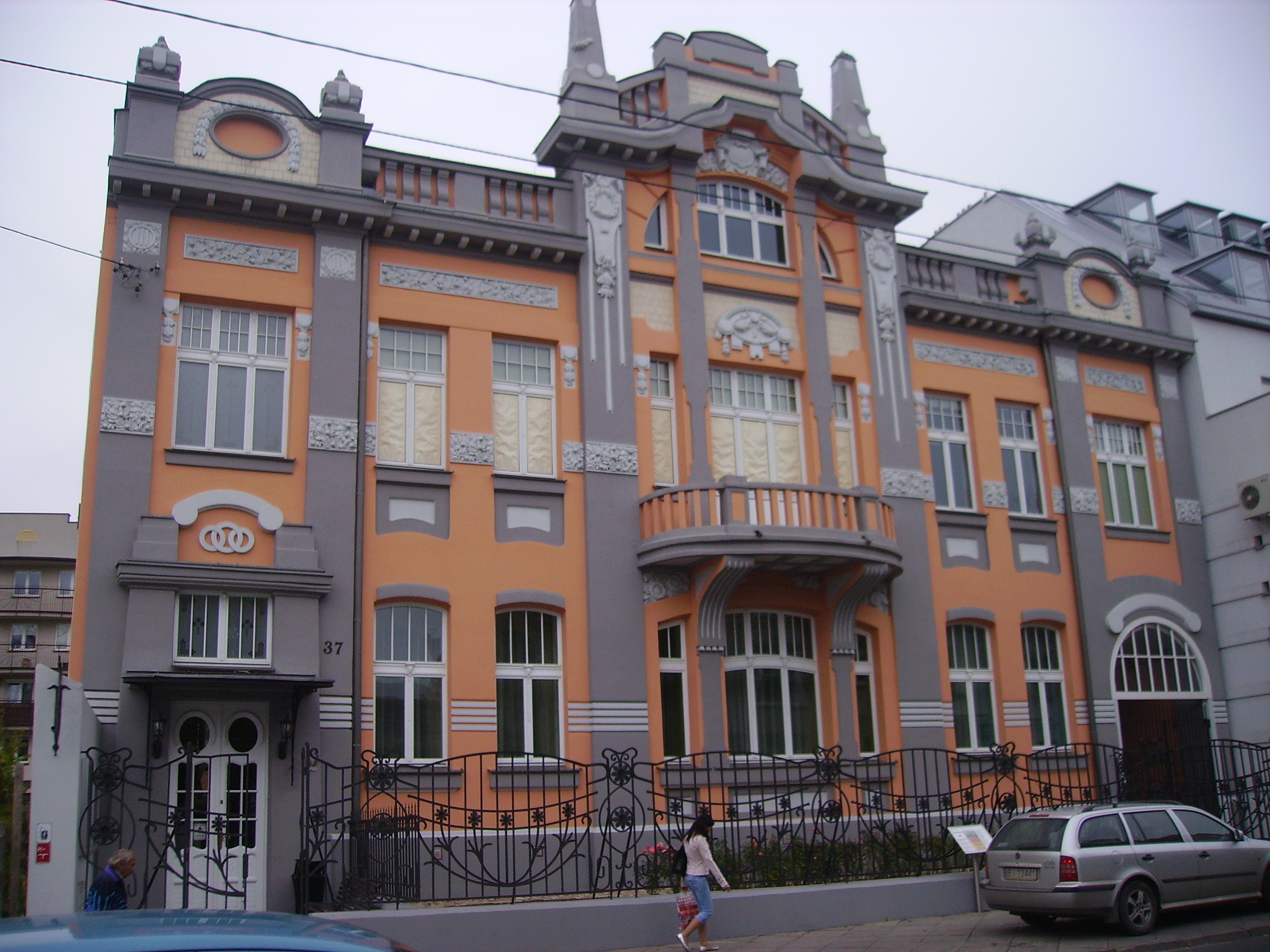
Cung điện Citron ở Białystok
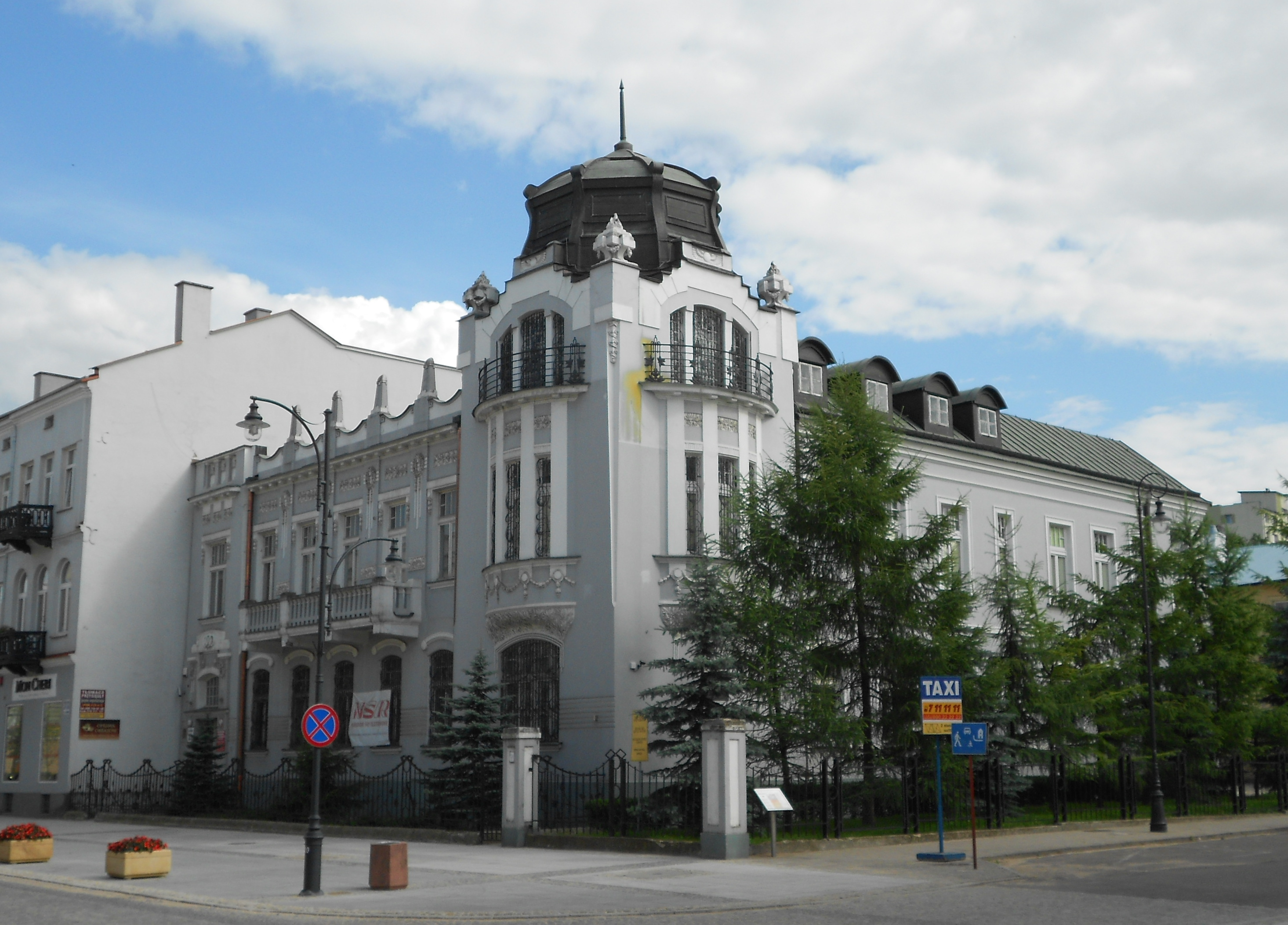
Cung điện Nowik ở Białystok
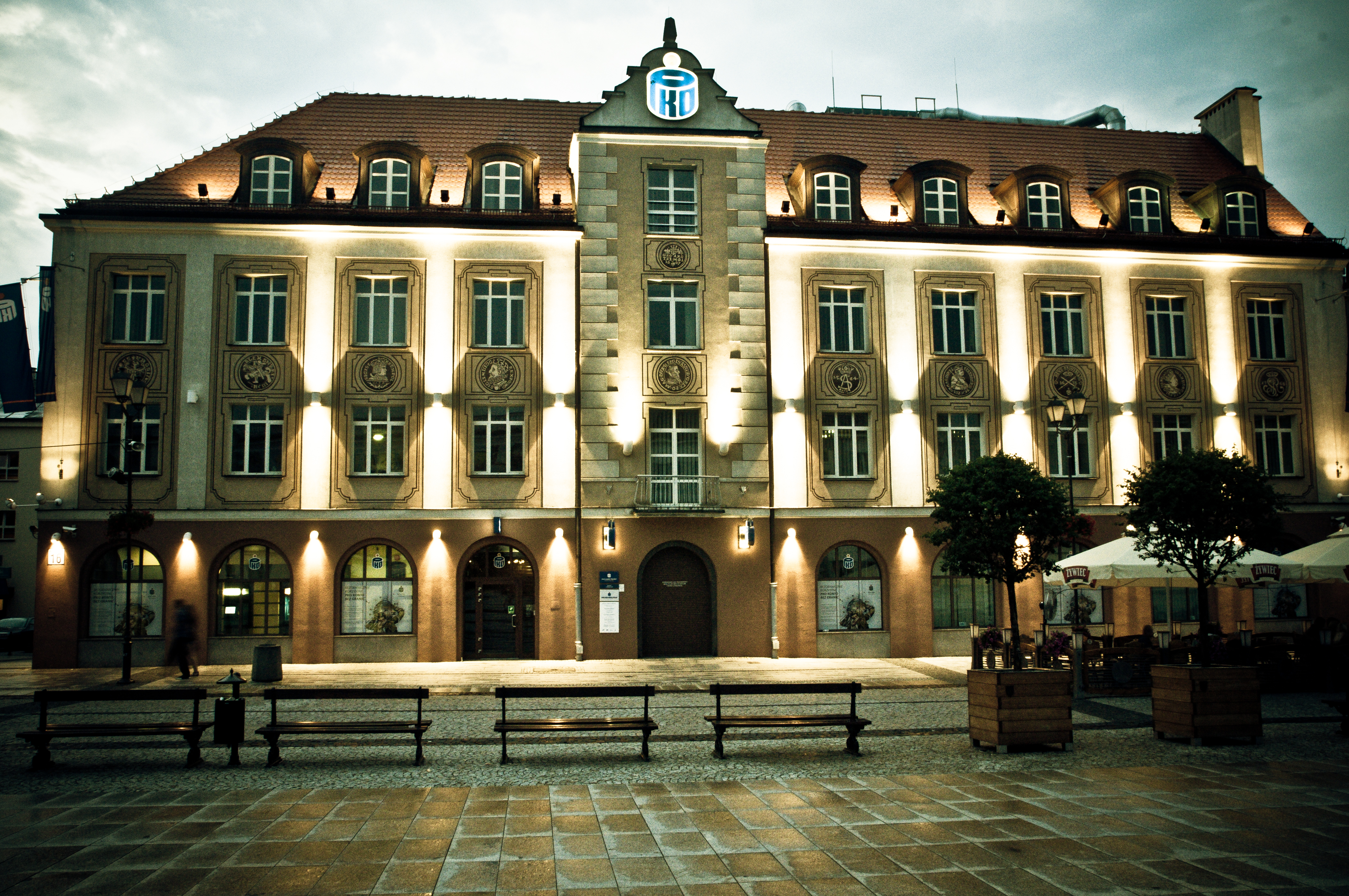
Quảng trường Kosciuszko ở Białystok
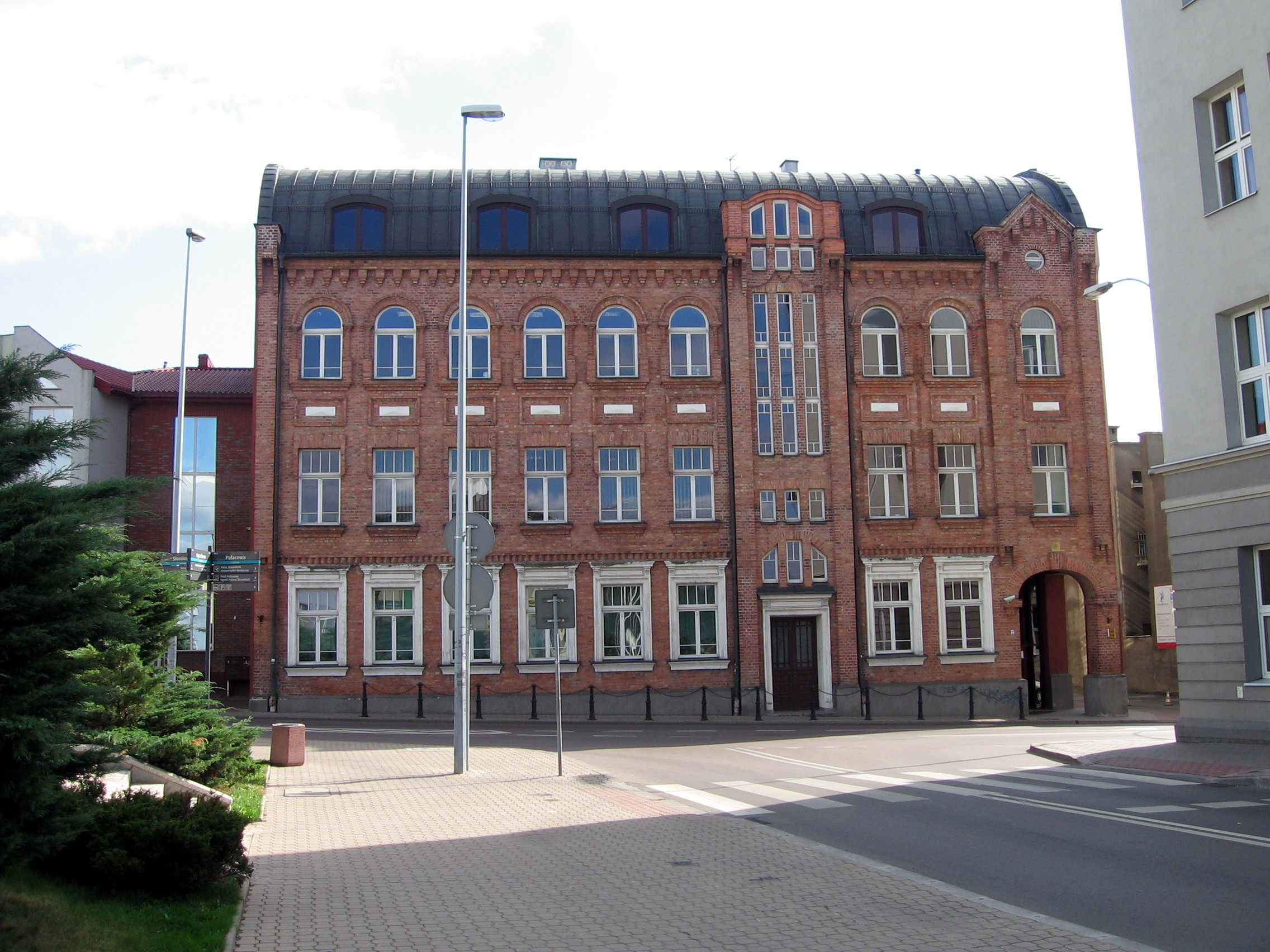
Phố Pałacowa
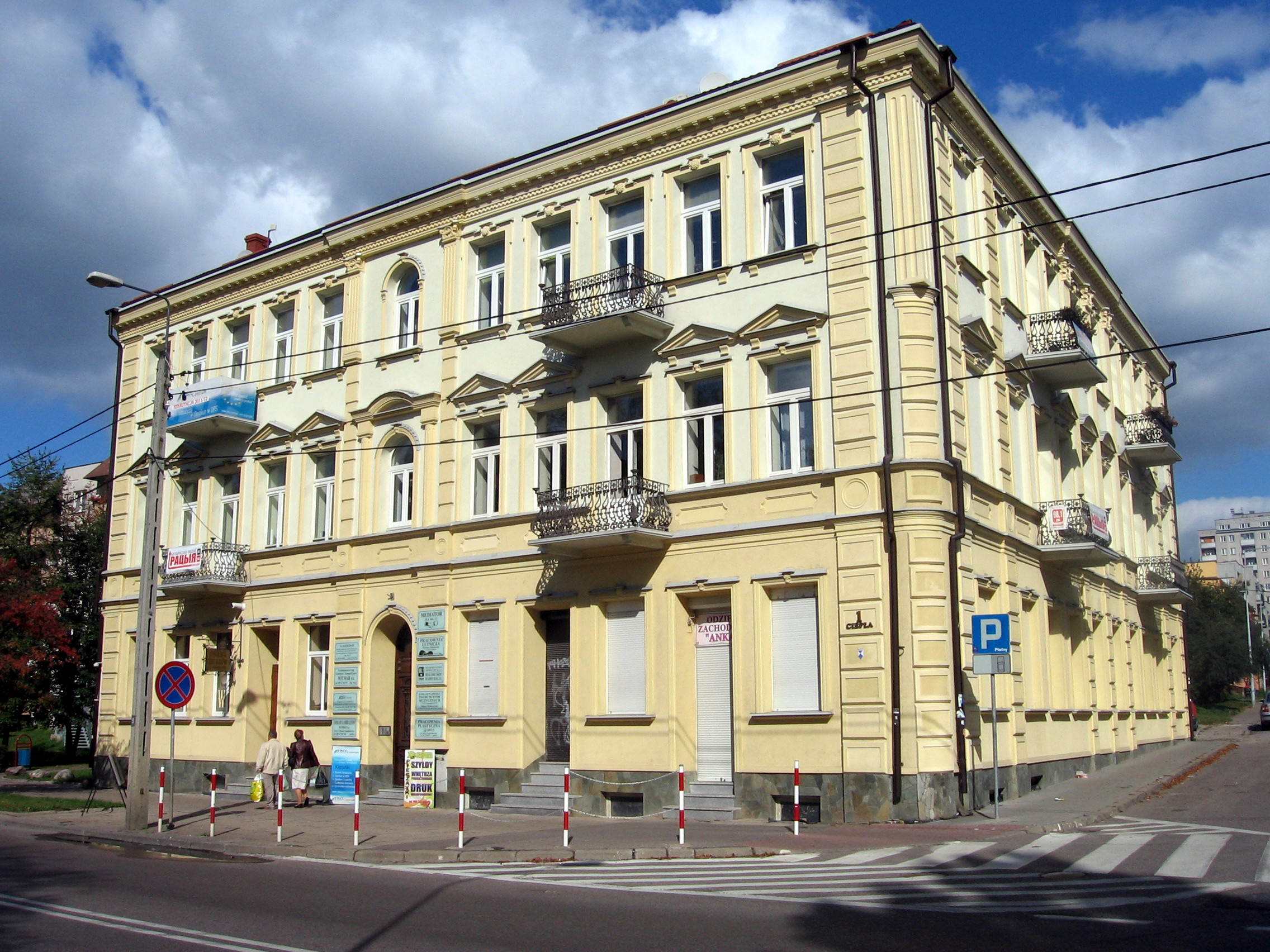
Đường Ciepła
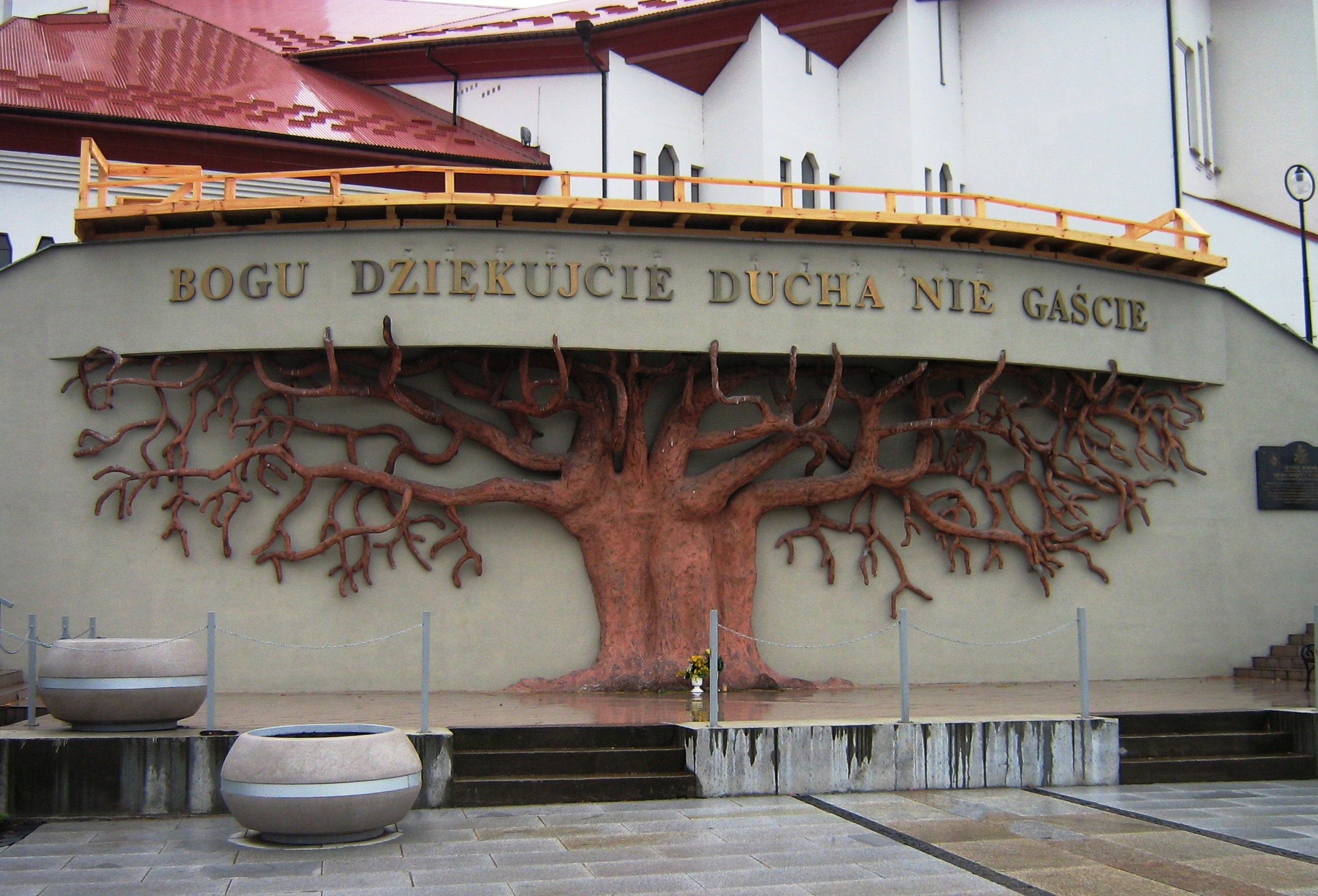
Bàn thờ giáo hoàng tại Đền thờ Lòng thương xót

### Di tích
- Đài tưởng niệm các nạn nhân của cuộc chiến Ba Lan-Bolshevik [14]
- "Trung đoàn bộ binh 42" của tượng đài Jan Henryk Dabrowski [15]
- Tượng đài Armia Krajowa [16]
- Đài tưởng niệm những anh hùng từ Vùng đất Białystok trong Thế chiến II [17]
- Tượng đài Jadwiga Dziekońska (người lính của Armia Krajowa) [18]
- Đài tưởng niệm người Ba Lan bị sát hại ở Katyn [19]
- Tượng đài Thống chế Józef Piłsudski [20]
- Tượng đài Jerzy Popiełuszko [21]
- Tượng đài Quân đội Ba Lan ở Tây Âu (trong Thế chiến II)  [22]
- Tượng đài Solidarność [23]
- Tượng đài người Ba Lan bị trục xuất đến Siberia [24]
- Đài tưởng niệm những người Do Thái bị sát hại trong Hội đường lớn (WWII) [25]
- Đài tưởng niệm các nạn nhân của cuộc nổi dậy Ghetto ở Białystok [26]
- Tượng đài Những người bảo vệ  Białystok (WWII) [27]
- Tượng đài Ludwik Zamenhof [28]

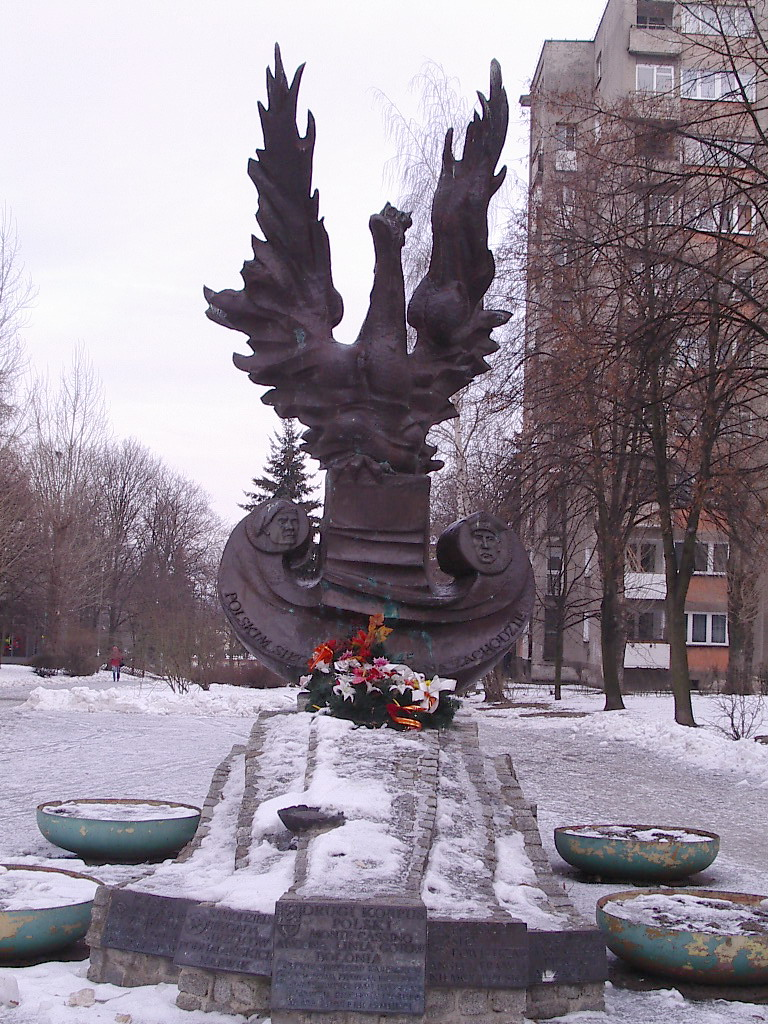
tượng đài của lực lượng vũ trang Ba Lan ở phương Tây
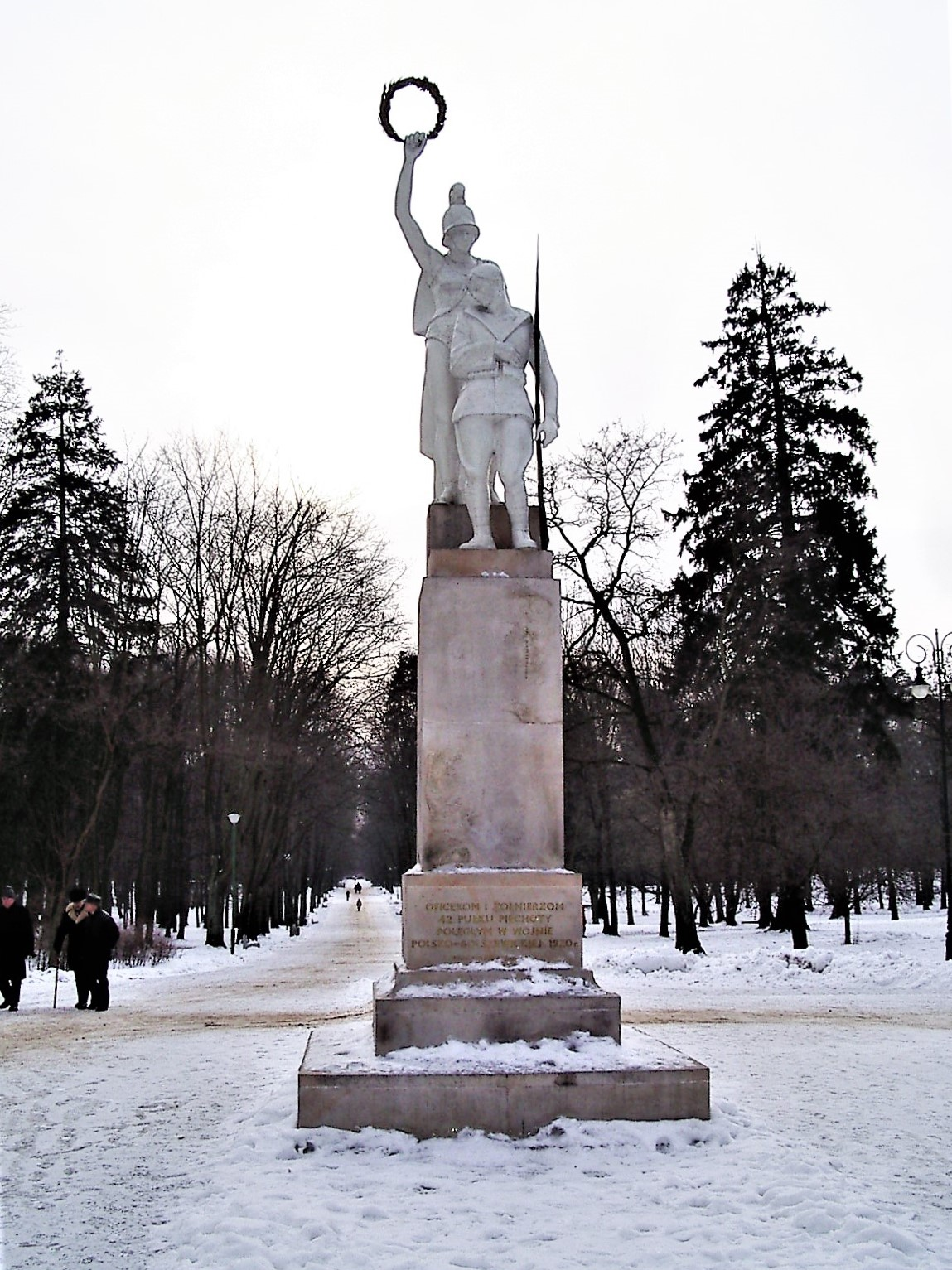
Đài tưởng niệm những người thiệt mạng trong Chiến tranh Ba Lan-Liên Xô năm 1920

## Sự kiện
Một số sự kiện văn hóa định kỳ diễn ra hàng tháng tại Białystok:
- Buổi biểu diễn cảnh Chúa giáng trần (tháng 1)
- Carnival - Một đánh giá Voivodeship về các đoàn múa (tháng 1)
- Szorty - liên hoan phim độc lập (tháng 2)
- Liên hoan quốc gia Bêlarut (tháng 2)
- Mùa xuân âm nhạc Białystok (tháng 3)
- Liên hoan phim tài liệu (tháng 3)
- Giải đấu khiêu vũ giày vàng (tháng 3 - 4)
- KOPYŚĆ Liên hoan các bài hát thủy thủ (tháng 3 - 4)
- Lễ hội Phục sinh (Phục sinh)
- Lễ hội quốc tế về âm nhạc nhà thờ chính thống (tháng 5)
- Ngày nghệ thuật đương đại (tháng 5 - tháng 6)
- Lễ hội sinh viên Juvenalia (tháng 5 - 6)
- Lễ hội Divertimento mùa hè, nhạc thính phòng chủ nhật (tháng 5, tháng 9)
- Jazz Deptak, buổi hòa nhạc jazz (tháng 5, tháng 9)
- Ngày của Białystok (tháng 6)
- Jarmark na Jana - hội chợ thủ công (tháng 6)
- Hòa nhạc Organ (tháng 7 - 8)
- Ngày âm nhạc chính thống Białystok (tháng 9)
- Hội chợ thương mại Podlaskie về điêu khắc dân gian, dệt sợi dọc và rèn dân gian (tháng 9)
- Diễn đàn điện ảnh châu Âu (tháng 9)
- Liên hoan phim mùa hè Białystok (tháng 8)
- Ngày văn hóa Nga (tháng 10)
- Ngày của Giáo hoàng (tháng 10)
- Bài hát dân gian Białystok (tháng 9 - tháng 10)
- Lễ hội văn hóa Ucraina - Mùa thu Podlasie (tháng 10)
- Ngày lễ thánh the Blues (tháng 11)
- Mùa thu với lễ hội Blues (tháng 12)
- KRESY - Cuộc thi ngâm thơ cho người Ba Lan sống ở nước ngoài (tháng 12)
- Quo vadis - lễ hội của nghệ thuật Kitô giáo